# Dihammaphora scutata
Dihammaphora scutata là một loài bọ cánh cứng trong họ Cerambycidae.